# Steven Woloshen
Steven Woloshen est un cinéaste d'animation canadien né à Laval (Québec) en 1960. Spécialisé en animation sans caméra et en gravure sur pellicule, il réalise plus de soixante courts métrages d'animation depuis les années 1980. Depuis 2002, il est le sujet de plusieurs rétrospectives à travers le monde et ses films parcourent les festivals internationaux comme le Festival international du film de Rotterdam, le European Media Art Festival (en), Les Sommets du cinéma d'animation ou le Festival international d'animation d'Ottawa. En 2016, il reçoit le prix René-Jodoin.

## Biographie
Steven Woloshen détient un diplôme d'études collégiales (DEC) du Vanier College (1980) à Montréal où il travaille sur film Super-8 et en vidéo. Il se tourne ensuite vers le 16 mm durant ses études au baccalauréat (1995) et à la maîtrise ès beaux-arts (2010) à l'Université Concordia. C'est au Vanier College qu'il découvre Len Lye en visionnant Free Radicals, ainsi que les films de Stan Brakhage, Robert Breer et Maya Deren. En 2005, il affirme que « Free Radicals a été l'un des enseignements les plus significatifs que le système d'éducation public ait pu me donner ». 
De 1985 à 1996, il s'éloigne de la réalisation. Il commence alors à gagner sa vie comme chauffeur lors des tournages de films américains à Montréal. Cet aspect de sa biographie est évoqué dans 1000 Plateaus (2004-2014), film entièrement dessiné alors que le cinéaste/chauffeur attend ses clients, seul dans sa voiture. Los Endos, mais surtout Get Happy, pour lequel il tourne en CinemaScope et utilise la musique entraînante de Benny Goodman, marquent son grand retour. Entre 2000 et 2004, il termine pas moins de dix courts métrages, ce qui ouvre la voie aux premières rétrospectives que lui consacrent d'abord la Cinémathèque québécoise en 2002 et le festival d'Ottawa en 2004, puis d'autres festivals de films d'animation à l'étranger : Ljubljana en 2007, Bruxelles en 2009 et Melbourne en 2010.

## Œuvre
Ses premiers films, réalisés au cours de ses études, témoignent de diverses influences alors que Son of Dada rappelle Kurt Schwitters, Didre Novo fait plutôt penser au Free Radicals de Len Lye. L'inspiration dadaïste est de nouveau présente dans Bru Ha Ha!, pour lequel le cinéaste utilise une transcription par le Vienna Art Orchestra d'une pièce d'Erik Satie.
Plusieurs des films de Woloshen trouvent leur source dans le goût du cinéaste pour la musique, en particulier le jazz :  Ditty Dot Comma est un essai de ponctuation visuelle dans un esprit proche de Norman McLaren autour d'un thème musical d'Harry «Sweets» Edison, Cameras Take Five illustre Take Five, mélodie emblématique de Paul Desmond popularisée par Dave Brubeck, tandis que Changing Evan est construit sur une pièce de Count Basie, etc.

## Technique

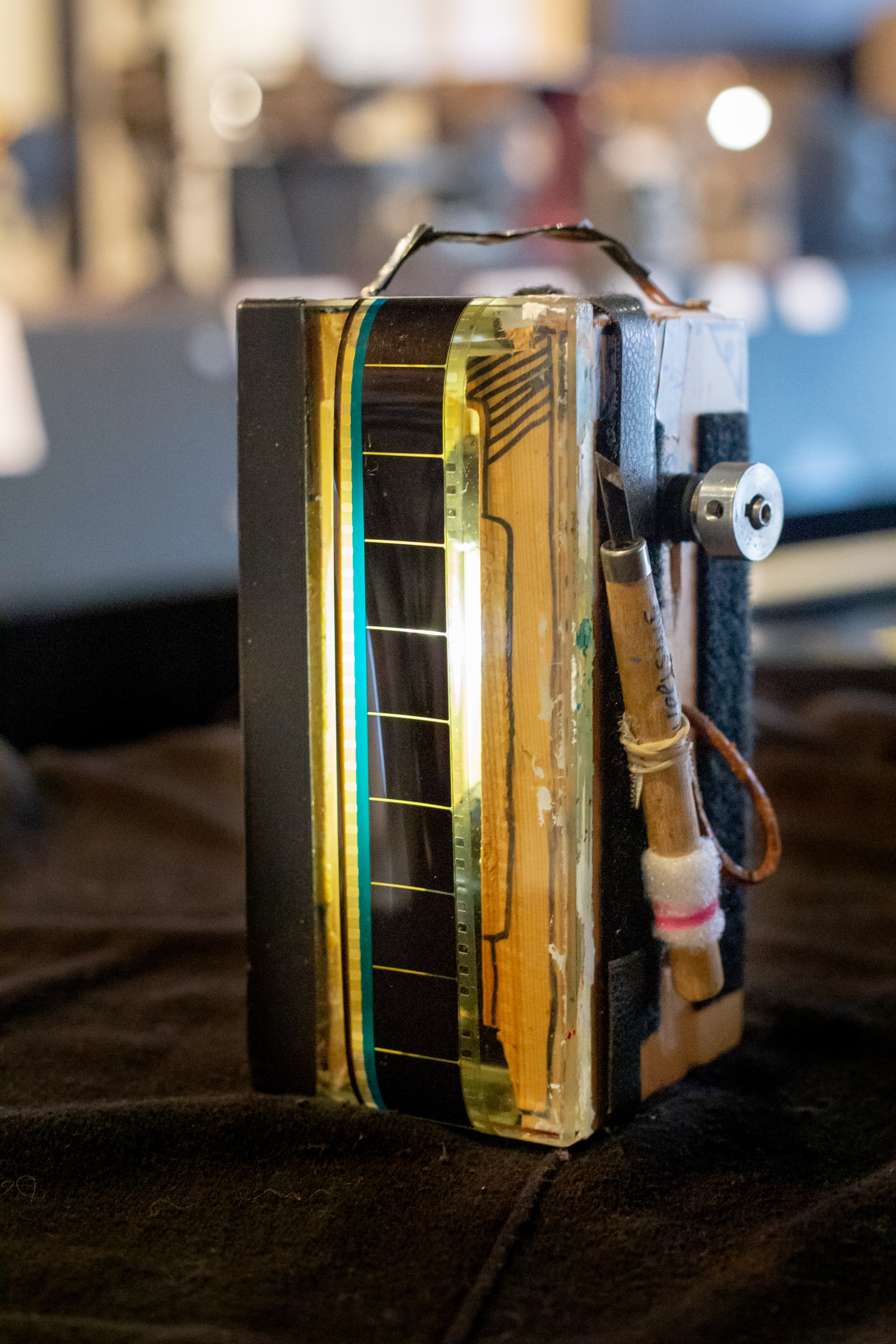
Boîte utilisée par Woloshen pour l'animation de 1000 Plateaus

## Publications
- Steven Woloshen, Recipes for Reconstruction: The Cookbook for the Frugal Filmmaker, Montréal, Scratchatopia Books, 2010.  (ISBN 978-0-9866231-1-0) : Introduction à différentes stratégies simples pour créer la décomposition et le ré-assemblement de la pellicule à des fins artistiques.
- Steven Woloshen, Scratch, Crackle & Pop!: A Whole Grains Approach to Making Films Without a Camera, Montréal, Scratchatopia Books, 2015.  (ISBN 978-0-9866231-2-7) : Explique les diverses techniques qu'utilise Steven Woloshen pour fabriquer des films en travaillant directement sur la pellicule. Le livre comprend un DVD avec des exemples de films réalisés avec ces diverses techniques. Il existe une édition française et une édition anglaise de ce livre.
- Steven Woloshen, « 12 Inches from Hen Hop », Hambre Magazine, novembre 2014. ISSN 2346-8831
- Steven Woloshen, « Scratchatopia », dans Chris Gehman et Steve Reinke (dir.), The Sharpest Point: Animation at the End of Cinema, 2005, p.256-258.

## Filmographie
- 1977 : Brushtrokes
- 1978 : Line and Dot
- 1982 : Son of Dada
- 1982 : Cat's Cradle
- 1983 : Didre Novo
- 1983 : You're no Fun...
- 1983 : Hey Papa Dey (codirigé avec Steven Goldmann)
- 1984 : Pepper Steak
- 1984 : Love Stinks
- 1996 : Los Endos
- 1999 : Get Happy
- 2000 : MeMeMaMa
- 2001 : Ditty Dot Comma
- 2001 : The Cave
- 2002 : The Babble On Palms
- 2002 : Bru Ha Ha!
- 2003 : Cameras Take Five
- 2003 : Minuet
- 2004 : Two Eastern Hair Lines
- 2004 : Shaving Shania
- 2004 : SNIP
- 2005 : The Curse of the Voodoo Child
- 2005 : Rebuttal
- 2006 : Changing Evan
- 2006 : Phont Cycle
- 2007 : Shimmer Box Drive
- 2007 : A step-by-step guide to...
- 2008 : RH Factor
- 2008 : Chronicle Reconstructions
- 2008 : Scrapbook
- 2008 : Optical Itzak
- 2008 : La Dolce Vita
- 2009 : Editorial
- 2009 : The Homestead Act
- 2009 : Fleeing Rotland
- 2009 : Vista
- 2009 : Zero Visibility
- 2009 : Playtime
- 2010 : Try to remain calm
- 2010 : 2010 Melbourne Festival Trailer
- 2010 : The Rosetta Stone
- 2011 : Fiesta Brava
- 2011 : Visual Music for Ten Voices
- 2011 : When the Sun Turns into Juice
- 2012 : Free Speech
- 2012 : Frobisher Bay
- 2013 : Crossing Victoria
- 2013 : Where the Sidewalk Ends
- 2013 : 35 Below/Stars Above
- 2013 : The Lost World
- 2014 : 1000 Plateaus (2004-2014)
- 2015 : VTIFF 2015 Signal Film
- 2016 : Implosion
- 2016 : Apparent Wind
- 2016 : VTIFF 2016 Signal Film
- 2016 : Casino
- 2017 : National Tapestry
- 2018 : This shadow, over each departure
- 2018 : The Dead Sea Scrolls
- 2018 : Objects Within
- 2018 : Father Knows Father Best
- 2019 : Uprising
- 2019 : Organic

## Récompenses et nominations
Récompenses
- 2015 : Wiesbaden Cultural Award Prize pour l'ensemble de la carrière[8]
- 2015 : Prix pour le meilleur montage du Festival Animatou pour 1000 Plateaus[9]
- 2016 : Prix René-Jodoin de la Cinémathèque québécoise et des Sommets du cinéma d'animation pour l'ensemble de la carrière[10]
- 2017 : Prix ASIFA Meilleur film d'animation du Vienna Shorts Festival pour Casino[11]
- 2017 : Visual Music Awards pour Casino[12]
- 2017 : Prix du public du Melbourne International Animation Festival pour Casino[12]

Nominations
- 2017 : Canadian Screen Award nomination de CBC pour X Company[13]